# Карабай (Павлодарская область)
Карабай (каз. Қарабай) — село в Павлодарской области Казахстана. Находится в подчинении городской администрации Аксу. Входит в состав Айнакольского сельского округа. Код КАТО — 551633200.

## Население
В 1999 году население села составляло 168 человек (84 мужчины и 84 женщины). По данным переписи 2009 года, в селе проживало 137 человек (68 мужчин и 69 женщин).